# Arisaema lingyunense
Arisaema lingyunense är en kallaväxtart som beskrevs av Hen Li. Arisaema lingyunense ingår i släktet Arisaema och familjen kallaväxter. Inga underarter finns listade.